# Илчо Димитров
Илчо Иванов Димитров е български учен-историк, академик, ректор на Софийския университет в периода 1979 – 1981 г. Изявен функционер от номенклатурата на БКП и БСП.

## Биография
Роден е на 3 юни 1931 г. в София. Родителите му са учители. Завършва гимназия в Дупница (1949) и специалност история в Софийския държавен университет (1953). Работи като инструктор в Благоевския районен комитет на ДКМС. От 1954 г. е член на БКП. Работи като редактор в сп. „Младеж“ и издателство „Народна младеж“.
От 1959 г. е асистент в Софийския университет. През 1963 г. защитава дисертация за титлата кандидат на историческите науки (днес – доктор) на тема „Борбата на Либералната партия срещу режима на пълномощията (1881 – 1884 г.)“. Доцент от 1972 г. Хабилитационният му труд е „Князът, конституцията и народът“, посветен на управлението на княз Александър I Батенберг. През 1976 г. защитава докторска дисертация (днес за титлата доктор на историческите науки) на тема „Българо-италиански политически отношения 1922 – 1943 г.“. Професор от 1976 г. Бил е първи секретар на партийния комитет на Софийския университет, член на Бюрото на Ленинския районен комитет и Градския комитет на БКП в София.
Специализира в Англия, Франция и Италия.
Академик на БАН. През 1972 – 1978 г. е заместник-директор и научен секретар на Единния център по история към БАН (1972 – 1978), заместник-председател на БАН (1984 – 1988). През 1979 – 1981 г. е ректор на Софийския университет. Директор на центъра по българистика. Оглавява специална комисия за Възродителния процес при ЦК на БКП.
Работи като завеждащ отдел „Идеология и агитация“ към ЦК на БКП. Член на ЦК на БКП (5 април 1986 – 2 февруари 1990). Народен представител в 9-о (35-о) Народно събрание (17 юни 1986 г. – 3 април 1990).
Министър на народната просвета от 24 март 1986 до края на 1987 г. като в това време заема и длъжността зам.председател на Съвета за духовно развитие при МС, и министър в Министерство на културата, науката и просветата (което от 1987 до 1989 г. е начело с министър Георги Йорданов (БКП)) от 1 януари 1988 до 4 юли 1989 г. в правителството на Георги Атанасов. Министър на образованието, науката и технологиите в правителството на Жан Виденов (1995 – 1997).
Илчо Димитров остава в българската историография със съществените си приноси в областта на новата българска история.
Баща на историка проф. Иван Илчев.

## Идеи и научни приноси
Сред първите му изследвания са „Към революционните борби на дупнишките работници. Дупнишка комуна (1919 – 1923)“  и „Работническият младежки съюз (РМС) и първите му борби против фашизма“.
Пръв развива тезата, че правителството на Константин Муравиев (2 – 9 септември 1944 г.) не е „монархофашистко“, а просто дясно.

## Памет
На Илчо Димитров е наречена улица в квартал „Манастирски ливади“ в София (Карта).